# Ewa Kopaczová
Ewa Bożena Kopaczová (nepřechýleně: Ewa Kopacz, rozená Lis, * 3. prosince 1956 Skaryszew) je polská politička a lékařka, v letech 2014–2015 předsedkyně vlády Polska, jakožto druhá žena v tomto úřadu. V období 2011–2014 stála jako první žena v čele dolní komory – byla maršálkou Sejmu. Od listopadu 2014 do ledna 2016 byla předsedkyní Občanské platformy.
V období 1998–2001 se řadila ke členům Unie svobody, za níž byla regionální zastupitelkou v Mazovském vojvodství. Mezi lety 2007–2011 zastávala v prvním Tuskově kabinetu post ministryně zdravotnictví. V roce 2001, kdy byla poprvé zvolena do Sejmu, se také stala členkou liberální Občanské platformy.

## Předsedkyně vlády
Dne 15. září 2014 ji polský prezident Bronisław Komorowski jmenoval předsedkyní vlády, jakožto druhou ženu po Hanně Suchocké (1992–1993). Úřadu se ujala 22. září 2014 po jmenování své vlády a složení přísahy do rukou prezidenta. Předchozí premiér Donald Tusk podal 9. září téhož roku demisi v důsledku svého jmenování předsedou Evropské rady. 
Ve své vládě, jmenované 22. září 2014, bylo nejvýznamnější změnou, vůči předchozímu Tuskovu kabinetu, obsazení postu ministra zahraničí, který převzal Grzegorz Schetyna, považovaný za vnitrostranického rivala Kopaczové. Nahradil dosavadního šéfa rezortu Radosława Sikorského, jehož komentátoři označovali za předního zastánce Ukrajiny a ostrého kritika Ruska.
Po prohraných parlamentních volbách v říjnu 2015 ji na postu premiérky vystřídila Beata Szydłová, volební lídryně vítěze Práva a spravedlnosti.

## Soukromý život
V roce 1981 absolvovala Lékařskou univerzitu v Lublinu. Profesně se zaměřila na rodinné a dětské lékařství. Před vstupem do Sejmu vedla zdravotnické středisko v Szydlowieci.
Do manželství s již zemřelým prokurátorem Markem Kopaczem (1956–2013), které bylo rozvedeno roku 2008, se narodila dcera Katarzyna (nar. 1984), profesí lékařka.